# Bataille de Debe Wielkie
Insurrection de novembre 1830
Batailles
- Stoczek
- Dobra
- Kałuszyn
- Wawer
- Nowa Wieś
- Białołęka
- Grochow
- Kurow
- Wawer
- Debe Wielkie
- Domanice
- Iganie
- Kazimierz Dolny
- Ostrołęka
- Wola

La bataille de Dębe Wielkie (powiat miński) s'est déroulée le 31 mars 1831 à l'est de Varsovie à la suite de l'insurrection de novembre 1830, entre les forces polonaises commandées par le général Jan Zygmunt Skrzynecki et l'armée impériale russe commandée par le général von Rosen.

## Bataille de Dębe Wielkie
La brigade de cavalerie du général Kaminski et la 1re division d'infanterie du général Rybinsky marchent sur Zombki dans le brouillard, passent les marécages au-delà de Kawenczyn en flanc du corps russe du général Teodor Geismar qui occupe cette position avec 6 000 hommes.
Le général Geismar ne croit pas à une attaque du 2e régiment de ligne polonais, mais à des mouvements couverts par le brouillard et, lorsqu'il se rend compte de son erreur, il doit ordonner une retraite et sacrifier une partie de son corps pour se réfugier sur les coteaux de Wawer qu'occupait l'artillerie russe.
Le  général Gerolamo Ramorino avec sa brigade du 1er et 5e régiment de ligne attaque par la gauche le corps russe qui bat en retraite dans le désordre, deux bataillons entiers avec étendards et deux canons sont pris. Le  général Ludwik Kicki (pl) poursuit les fuyards avec sa cavalerie, le  général Zawadzki avec le 2e de ligne marche à gauche par Grzybowska-Wola à Okuniewo.
Le  général Kazimierz Dziekoński occupait à droite Wionzowna, et le  général Rosen concentre son corps de 20 000 hommes près de Debe-wielkie, appuyé par deux obstacles naturels, un feuillu boisé et à sa gauche par une rivière marécageuse, seule route possible.
Le  général Strzynecki vers 15 heures décide d'attaquer sans délai deux bataillons de tirailleurs russes pour les pousser à se réfugier dans les bois et donne l'ordre au 4e et 8e régiment de ligne appartenant à la brigade de la 3e division du  général Boguslawski d'attaquer de front. Mais sans appui et dépourvus de l'artillerie que les marais empêchent d'approcher et de manœuvrer, les Polonais furent maintes fois chargés par les Russes, et maintes fois repoussés.
Le 4e régiment de ligne réussit à pousser les lignes russes et à occuper le village de Debe-wielkie soutenu par deux canons, bastide de faible défense par rapport à l'artillerie russe. La charge de la division de cavalerie du  général Skarzinski, du 2e régiment de chasseurs à cheval, deux escadrons de carabiniers et deux escadrons de cavalerie de Posen attaquent la cavalerie russe qu'ils culbutent. À la nuit tombée les polonais sortent vainqueurs en prenant huit canons et faisant prisonnier le  général russe Lewandowski, alors que le 4e régiment des lanciers et le 2e régiment des Masures se lancent à la poursuite des fuyards appartenant au corps de Grigori Vladimirovitch von Rosen.
La division du  général Andrzej Tomasz Łubieński poursuivant les fuyards prend 3 bataillons de 11 000 hommes et 3 étendards. La perte totale des russes sera de 15 000 hommes dont 11 000 hommes blessés, hospitalisés ou prisonniers et 10 canons . 

### Controverse historique
Six bataillons polonais se sont épuisés dans le combat alors que 26 bataillons polonais sont restés l'arme au pied sans entrer dans la bataille. Les troupes polonaises qui combattaient se couvrirent de gloire, mais il est difficile d'expliquer, pourquoi on a permis à six bataillons d'attendre sans attaquer.